# Berliner Bankenskandal
Berliner Bankenskandal ist die Bezeichnung für eine folgenschwere Bankenkrise in Berlin im Jahr 2001. Die Vorgänge um die landeseigene Bankgesellschaft Berlin (BgB), deren wirtschaftlicher Zusammenbruch das Land Berlin in Milliardenhöhe weiter verschuldete, führten nach einem Jahrzehnt zum Ende der Großen Koalition und im Juni 2001 zum Sturz des Regierenden Bürgermeisters Eberhard Diepgen.

## Anfänge
Die Bankgesellschaft Berlin AG, mehrheitlich im Besitz des Landes Berlin, entstand 1994 als Holding-Gesellschaft für die Landesbank Berlin, die Berliner Hypotheken- und Pfandbriefbank (Berlin Hyp) sowie die Berliner Bank. Die Landesbank Berlin, die selbst nur zum Teil in die Bankgesellschaft integriert wurde, schloss von 1993 bis 2004 die Investitionsbank Berlin als wirtschaftlich und organisatorisch selbstständige Bank ein. Diese landeseigene Förderbank gehörte zu keinem Zeitpunkt zur Bankgesellschaft. Dennoch nutzte die Gesellschaft mit ihren Banken das umfangreiche Eigenkapital (Zweckrücklage) der wettbewerbsneutralen Investitionsbank Berlin für ihr verlustreiches Kreditgeschäft und insbesondere zum Ausbau des desaströsen Immobiliendienstleistungsgeschäfts. Diese Konstruktion war schon zu Beginn stark umstritten, da die Landesbank eine öffentlich-rechtliche Anstalt ist, während die anderen beiden privatwirtschaftliche Unternehmen waren. Das Landesarbeitsgericht Berlin beurteilte 1995 (in einem nur aus formalen Gründen nicht rechtskräftig gewordenen Urteil) das Konstrukt Bankgesellschaft Berlin sogar als rechtswidrig.
Die Bankgesellschaft Berlin engagierte sich trotzdem in den Folgejahren über neu gegründete und aufgekaufte Tochterfirmen und über Kredite im Bau- und Immobiliensektor. Bereits zwei Jahre nach ihrer Gründung musste die Bankgesellschaft die ersten Wertberichtigungen von mehr als zwei Milliarden DM vornehmen. Während andere Banken Engagements in Berlin bereits kritisch sahen, expandierte die Bankgesellschaft weiter.
Um Wachstum zu erzielen, wurden Immobilienfonds mit für die Marktverhältnisse sehr günstigen Konditionen errichtet. So gab es hohe Mietzinsgarantien (selbst falls die Immobilie leer stehen sollte), eine extrem lange Laufzeit (25 bzw. 30 Jahre) und am Ende eine Rückzahlungsgarantie. Durch die rechtliche Konstruktion der Holding bürgte letztendlich das Land Berlin für diese Versprechen. Ob diese Konstruktion mit geltendem Recht vereinbar war, wurde niemals überprüft.
Über diese Fonds wurde die wahre Lage der Bankgesellschaft verschleiert – Wertberichtigungen auf faule Kredite wurden vermieden, indem kritische Immobilien von den Kreditnehmern gekauft und in die Fonds verschoben wurden. Die Fonds wiederum wurden als sichere Anlage an Privatanleger verkauft. Aus Kreditrisiken wurden so Garantierisiken, die der Bankenaufsicht offensichtlich nicht auffielen.

## Geschäftspartner und -methoden
Unter den Immobilien befanden sich vor allem Plattenbauten im nordöstlichen Bundesgebiet. Diese wurden von der Aubis-Gruppe, einer Firmenholding, den verschuldeten Kommunen zu günstigen Konditionen abgekauft. Die Mittel hierzu stammten aus einem Kredit über 650 Millionen DM, den die Berlin Hyp vergab, obwohl Aubis über fast kein Eigenkapital verfügte.
Als Aubis 1997 erstmals in finanzielle Bedrängnis geriet, kaufte eine Immobilientochter der Bankgesellschaft 4.000 Wohnungen der Aubis auf und beauftragte diese mit der Sanierung. 1999 wurden weitere Kredite verweigert und die restlichen 10.000 Wohnungen gegen den Protest der Aubis übernommen.

## Aufdeckung
Obwohl sich die Probleme bereits im Jahr 2000 häuften, verbreiteten offizielle Stellen noch Optimismus mit unter anderem von PricewaterhouseCoopers positiv testierten Geschäftsberichten und Expansionsplänen. Anfang 2001 kamen die ersten Berichte über Scheingeschäfte, Bilanzierungstricks und finanzielle Schwierigkeiten in die Presse. Anlass war der versuchte Verkauf der Immobilientochter IBAG an eine Scheinfirma auf den Kaimaninseln, die durch Kredite der Bankgesellschaft finanziert werden sollte (Insichgeschäft).
Im Februar nahm die Staatsanwaltschaft Ermittlungen auf, Anfang März trat Klaus-Rüdiger Landowsky, der als Architekt der Bankgesellschaft und als Graue Eminenz der Berliner CDU gilt, von seinem Posten als Vorstandschef der Berlin Hyp zurück, später stellte er auch seine Posten in der Berliner CDU sowie im Abgeordnetenhaus zur Verfügung, da ihm unter anderem die Annahme von 20.000 DM, überreicht in bar von der Aubis, vorgeworfen wurde. Mitte des Monats wurde ein parlamentarischer Untersuchungsausschuss eingesetzt, der die Vorgänge um die Bankgesellschaft und Aubis beleuchten sollte.
Im weiteren Verlauf wurden hektische Rettungsversuche unternommen, die jedoch erfolglos blieben. Im Mai wurde klar, dass die Bankgesellschaft 2 Milliarden Euro benötigte, um ihre Geschäfte fortführen zu können. Zu diesem Zeitpunkt erfolgten kurz hintereinander Einbrüche in mehrere Gebäude der Bankgesellschaft, die Ermittlungsbehörden konnten aber keine Zusammenhänge feststellen.

## Aufklärungs- und Rettungsversuche

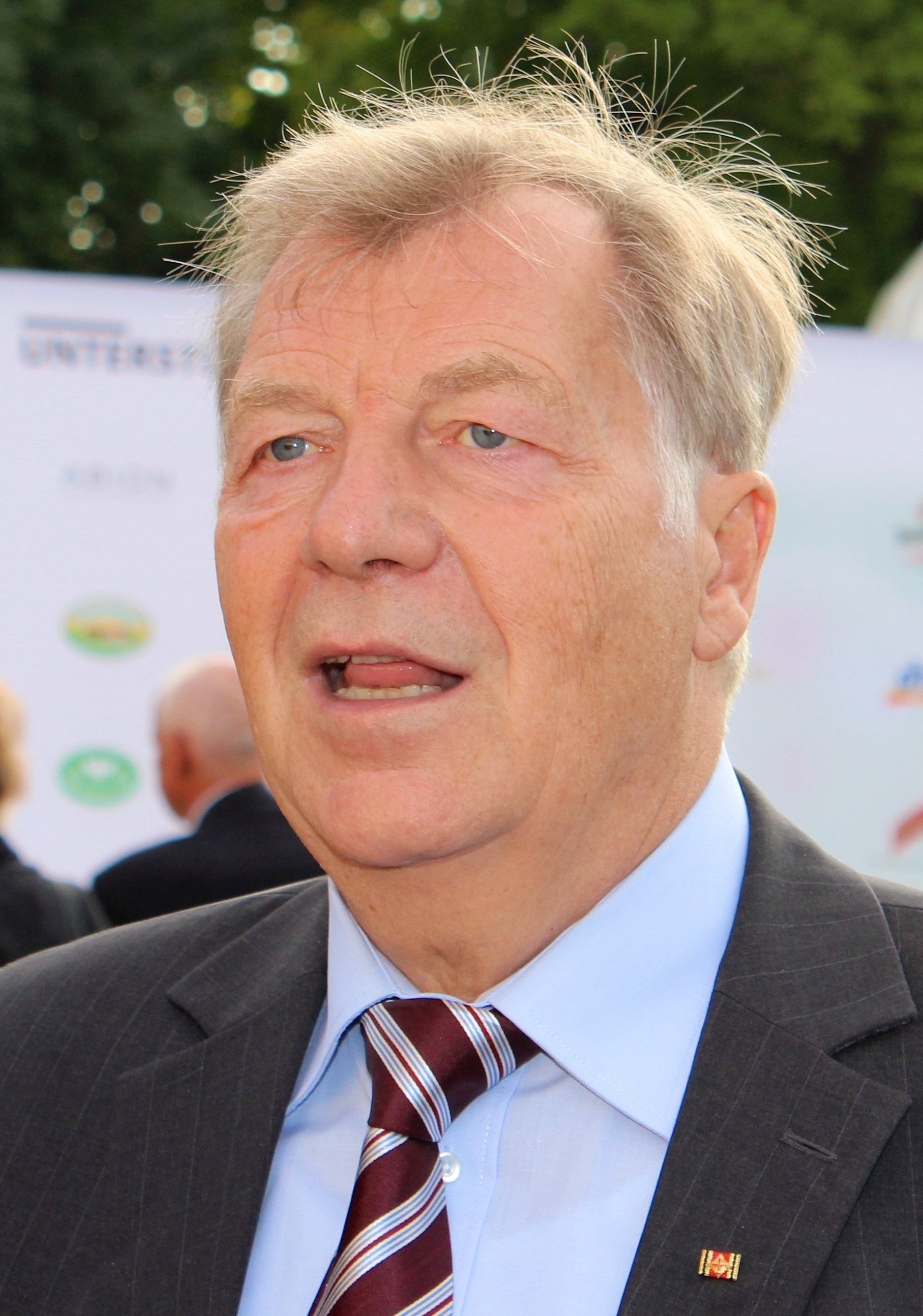
Eberhard Diepgen, 2012

Am 16. Juni 2001 wurde der Regierende Bürgermeister Eberhard Diepgen (CDU) durch ein Misstrauensvotum gestürzt. Die Amtsgeschäfte übernahm bis zu den Neuwahlen ein von der PDS geduldeter rot-grüner Übergangssenat unter Klaus Wowereit. In den folgenden Monaten kam nach und nach das Ausmaß der Gesetzesverstöße zum Vorschein. So wurden seit langem und systematisch Verluste über Netzwerke von Strohmännern verborgen, Risiken aus Geschäften wurden mit dubiosen Verträgen auf das Land Berlin abgewälzt. Für einen ausgewählten Personenkreis (vor allem Prominente, Mitglieder der Regierungsparteien CDU und SPD, Bankmanager sowie deren Bekanntenkreis) wurden Sonderfonds angeboten, deren Konditionen noch wesentlich besser als die der normalen Immobilienfonds waren. Weiterhin gab es hohe Abfindungen und Renten für die entlassenen Bankmanager sowie Verträge mit unangemessenen Mieten für bankeigene Villen, die von den Managern genutzt wurden. Auch die kostenlose Renovierung mehrerer dieser Villen kam ans Licht.
Zum 1. Dezember 2001 wurde mit Hans-Jörg Vetter ein neuer Vorstandsvorsitzender an die Spitze der Bankgesellschaft Berlin berufen. Vetter entwarf ein Sanierungsprogramm und rettete letztlich durch eine zweite, nicht genehmigte und nicht genehmigungsfähige Beihilfe in Höhe von 1,1 Milliarden Euro aus dem Vermögen der Investitionsbank Berlin, die mit Wirkung vom 1. Januar 2004 aus der Landesbank Berlin abgespalten wurde, den Bankkonzern, der danach in Landesbank Berlin Holding umbenannt wurde und mit dem Verkauf der 81 % Anteile im Landesbesitz Berlins an den Deutschen Sparkassen- und Giroverband im Juni 2007 für 5,3 Milliarden Euro endete.
Zu Beginn des Jahres 2002 ermittelte die Staatsanwaltschaft in Dutzenden von Fällen. Im Grunewald wurde der EDV-Leiter von Aubis tot aufgefunden, die Behörden gingen von Selbstmord aus. Später wurde klar, dass der Mann mit dem Untersuchungsausschuss zusammengearbeitet hatte und dass die Aubis Einsicht in die vertraulichen Protokolle der Sitzungen hatte. Im April beschloss das Abgeordnetenhaus mit der Mehrheit der neuen SPD/PDS-Regierung, dass das Land Risiken aus dem Immobiliengeschäft in Höhe von bis zu 21,6 Milliarden Euro übernimmt. Zeitgleich formierte sich eine Bürgerinitiative, die dieses Gesetz durch ein Volksbegehren zu Fall bringen wollte. Dieses wurde jedoch vom Berliner Senat für unzulässig erklärt und nach einer Klage der Bürgerinitiative vor dem Landesverfassungsgericht im Herbst 2005 endgültig nicht zugelassen.
Bis zum Frühjahr 2003 bemühte sich das Bankmanagement erfolglos um einen Verkauf der Gesellschaft, parallel dazu wurden Sanierungsmaßnahmen eingeleitet.
Den 50.000 privaten Anlegern im Immobilienfonds der Bankgesellschaft Berlin wurde der Rückkauf zum Nominalpreis plus 15 % angeboten. Fast alle Anleger gingen bis 2018 auf dieses Angebot ein.

## Auswirkungen auf die Finanzlage des Landes Berlin
Die juristische Aufarbeitung des Bankenskandals läuft noch, aber das Land Berlin ist durch die Kapitalzuführung von 1,7 Milliarden Euro sowie durch die Übernahme von bis zu 21,6 Milliarden Euro an Immobilienrisiken mittlerweile finanziell stark belastet gewesen.
Die Konsequenz war eine „extreme Haushaltsnotlage“, wie der Senat per Beschluss schon im November 2002 feststellte. Der Bund lehnte im April 2003 ab, dem Land Schuldenhilfe zu gewähren. Daraufhin reichte Berlin im Herbst Klage beim Bundesverfassungsgericht ein; in einer Erklärung des Senats heißt es, das Land erfülle die Kriterien, wie sie im Urteil zur Haushaltsnotlage der Länder Saarland und Bremen 1992 festgestellt wurden. Man erhoffte sich Hilfen zum Schuldenabbau in Höhe von 35 Milliarden Euro, jedoch wurde die Klage am 19. Oktober 2006 mit der Begründung, das Ausbleiben der Sanierungshilfe sei mit der Verfassung vereinbar, abgelehnt. Dem Urteil zufolge könne Berlin sein Finanzproblem aus eigener Kraft überwinden.
2018 wurde vom Senat davon ausgegangen, dass bis 2020 die Risikoabschirmung aufgehoben werden könne. Bis zu diesem Zeitpunkt waren 7 Mrd. € an finanziellen Mitteln abgeflossen, weitere wurden mutmaßlich nicht benötigt. Dem gegenüber stehen Einnahmen in Höhe von 5,5 Mrd. €. Am Ende konnte sogar –  auch durch die beträchtliche Wertsteigerung der Gebäude – ein Überschuss von 190 Millionen € entstehen. Auf Beschlussempfehlung des Hauptausschusses stimmte am 29. August 2019 das Abgeordnetenhaus von Berlin für die Aufhebung der Risikoabschirmung.

## Rechtliche und parlamentarische Aufarbeitung
Im April 2006 klagte die Staatsanwaltschaft den früheren BgB-Chef Wolfgang Rupf, den ehemaligen Berlin-Hyp-Chef Klaus-Rüdiger Landowsky sowie acht weitere Verantwortliche an. Der Vorwurf lautete auf Untreue, weil die Angeklagten nach den Ermittlungen zwei riskante Immobilienfonds LBB 12 und IBV-Deutschland1 mit 25-jährigen Garantien (so genannten Rund-um-sorglos-Garantien) für die Anleger versehen hätten und daraus dem Land Berlin ein Schaden von 55 Millionen Euro drohe. Die Angeklagten hätten – laut Staatsanwaltschaft – die Grundsätze kaufmännischer Geschäftsführung verletzt.
Neben strafrechtlich relevantem Fehlverhalten der Angeklagten werden aber auch die Umstände ihrer Berufung in die Leitung der betreffenden Kreditinstitute als ursächlich für den dem Steuerzahler entstandenen Schaden gesehen, der auf 60 Millionen Euro beziffert wird. Die Nichtregierungsorganisation Transparency International kritisiert im Falle des Berliner Bankenskandals Parteibuchwirtschaft und Ämterpatronage in der Vergabe von Stellen in von der öffentlichen Hand kontrollierten Unternehmen nicht nach Qualifikation, sondern nach Parteibuch an „Günstlinge“.
Der parlamentarische Untersuchungsausschuss des Abgeordnetenhauses von Berlin legte Anfang Juni 2006 seinen Abschlussbericht vor.
Am 21. März 2007 wurden Landowsky und vier weitere Manager der Berlin-Hannoverschen Hypothekenbank AG vom Landgericht Berlin zu einer Bewährungsstrafe von einem Jahr und vier Monaten bzw. einem Jahr wegen Untreue bei der Vergabe von Millionenkrediten verurteilt. Die Revision vor dem Bundesgerichtshof blieb erfolglos, nach einer Verfassungsbeschwerde wurde das Urteil jedoch durch das Bundesverfassungsgericht am 23. Juni 2010 aufgehoben und an das Landgericht Berlin zurückverwiesen. Das Landgericht Berlin stellte am 23. Dezember 2014 das Verfahren mit Zustimmung der Staatsanwaltschaft auf Kosten der Staatskasse ein.
Ein weiteres Verfahren gegen Landowsky und andere wegen Untreue im Zusammenhang mit der Auflage von Immobilienfonds wurde am 22. Juni 2009 eröffnet. Es endete am 14. Februar 2011 mit einem Freispruch.